# Беллінцаго-Ломбардо
Беллінцаго-Ломбардо, Беллінцаґо-Ломбардо (італ. Bellinzago Lombardo) — муніципалітет в Італії, у регіоні Ломбардія, метрополійне місто Мілан.
Беллінцаго-Ломбардо розташоване на відстані близько 480 км на північний захід від Рима, 22 км на схід від Мілана.
Населення — 3855 осіб (2012).

## Демографія
Населення за роками:

Станом на 1 січня 2023 року в муніципалітеті офіційно проживали 342 іноземці з 42 країн, серед них 116 громадян країн Євросоюзу та 36 громадян України.

## Сусідні муніципалітети
- Джессате
- Ґорґонцола
- Інцаго
- Поццуоло-Мартезана